# Dom „Pod trzema orłami” w Bydgoszczy
Dom  „Pod trzema orłami” – kamienica znajdująca się w Bydgoszczy we wschodniej pierzei ulicy Podgórnej (nr 5), na południe od ulicy Grudziądzkiej, zbudowana po I wojnie światowej według projektu właściciela Jakóba Hechlińskiego jako studio projektowe fabryki mebli artystycznych w miejscu fabryki mebli Menninga, wykupionej w 1920 z rąk niemieckich przez Spółkę Stolarską Hechlińskiego, Leona Figiela i Witolda Kukowskiego. Fabryka Hechlińskiego prosperowała świetnie aż do 1939, kiedy właścicieli wyrzucono z ich domu, a fabrykę przejęli Niemcy. Hechliński zginął 12 października 1944 w obozie koncentracyjnym Stutthof, a jego fabryka w 1949 r. została upaństwowiona i włączona do Bydgoskich Fabryk Mebli, które jednak zrezygnowały z prowadzenia działalności w tej lokalizacji.
Wyróżniającą się cechą budynku są trzy pilastry, zwieńczone modernistycznymi płaskorzeźbami orłów.
W 2021 roku, w 77. rocznicę śmierci Hechlińskiego, na budynku odsłonięto poświęconą mu tablicę pamiątkową. 

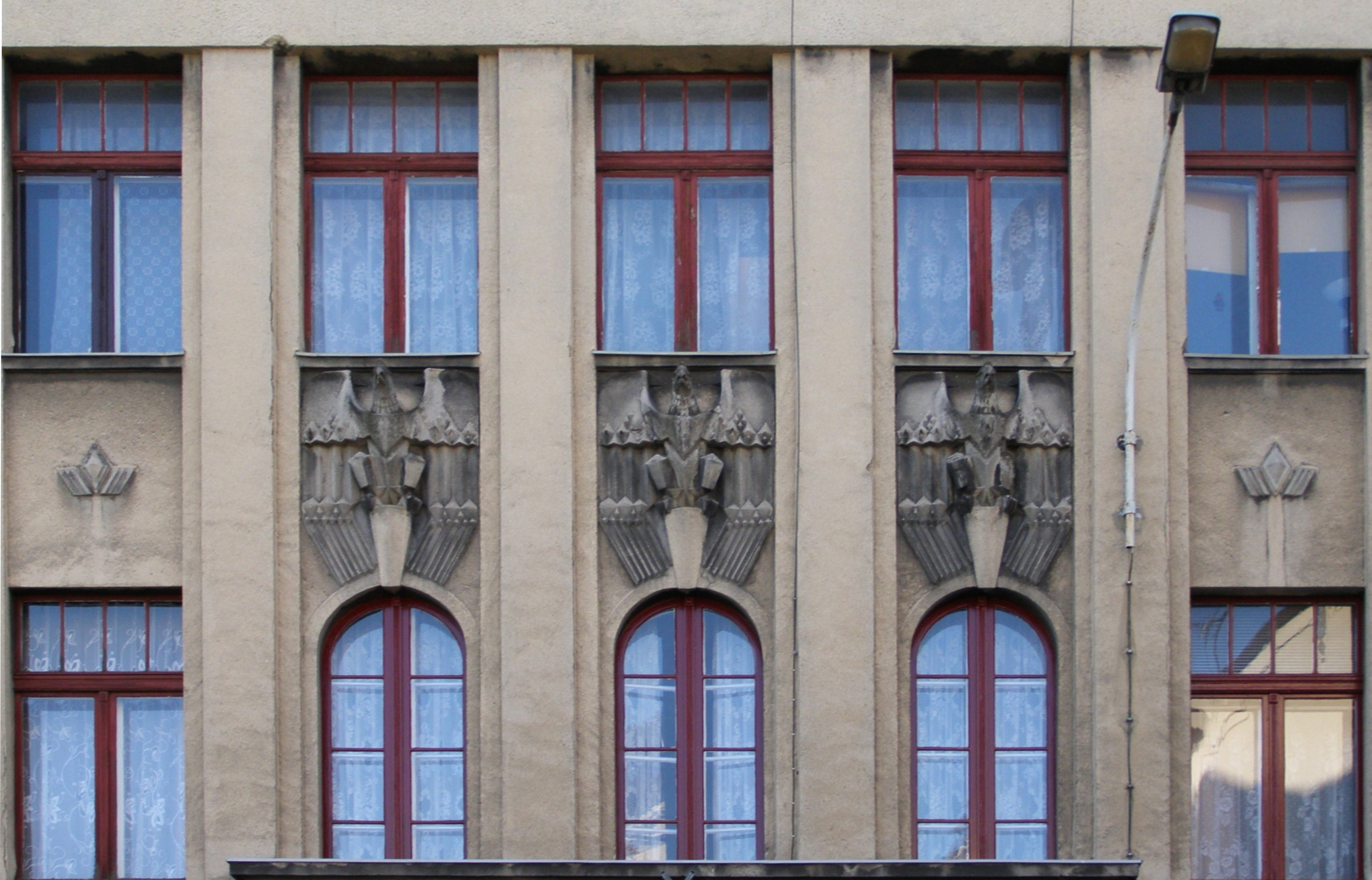
Fragment fasady